# Nemoura nepalensis
Nemoura nepalensis är en bäcksländeart som beskrevs av Peter Zwick 1980. Nemoura nepalensis ingår i släktet Nemoura och familjen kryssbäcksländor. Inga underarter finns listade i Catalogue of Life.